# Список млекопитающих Французской Полинезии
Этот список является списком видов млекопитающих обитающих на территории Французской Полинезии, здесь насчитывается двенадцать видов млекопитающих, из которых ни один из видов не находится под угрозой исчезновения, два вида находятся под угрозой исчезновения, один из них является уязвимым видом и ни один из них не находится под угрозой вымирания.
Следующие теги используются для выделения статуса сохранения каждого вида по оценке МСОП:
| EX | Extinct               | Исчезнувший                       |
| EW | Extinct in the wild   | Исчезнувшие в дикой природе       |
| CR | Critically Endangered | Находится под критической угрозой |
| EN | Endangered            | Находится под угрозой             |
| VU | Vulnerable            | Уязвим                            |
| NT | Near Threatened       | Близкий к угрожающему состоянию   |
| LC | Least Concern         | В наименьшей угрозе               |
| DD | Data Deficient        | Сведения недостаточны             |
| NE | Not Evaluated         | Виды с неисследованным статусом   |

Некоторые виды были оценены с использованием более ранних критериев. Виды, оцененные с использованием этой системы, имеют следующие категории вместо угрожаемых и наименее опасных:
| LR/cd | Lower risk/conservation dependent | Виды, которые были в центре внимания программ сохранения и, возможно, перешли в категорию более высокого риска, если эта программа была прекращена. |
| LR/nt | Lower risk/near threatened        | Виды, которые близки к тому, чтобы классифицироваться как уязвимые, но не являются объектом программ сохранения.                                    |
| LR/lc | Lower risk/least concern          | Виды, для которых не существует идентифицируемых рисков.                                                                                            |

## Подкласс:Звери

### Инфракласс:Плацентарные

#### Отряд:Китообразные
- Подотряд: Усатые киты
  - Семейство: Полосатиковые
    - Подсемейство: Balaenopterinae
      - Род: Полосатики

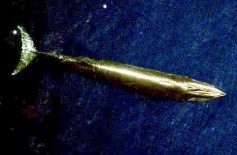
Полосатик Идена Balaenoptera edeni

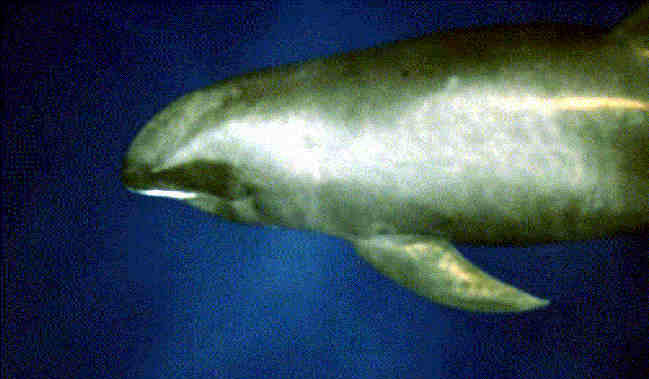
Широкомордый дельфин Peponocephala electra

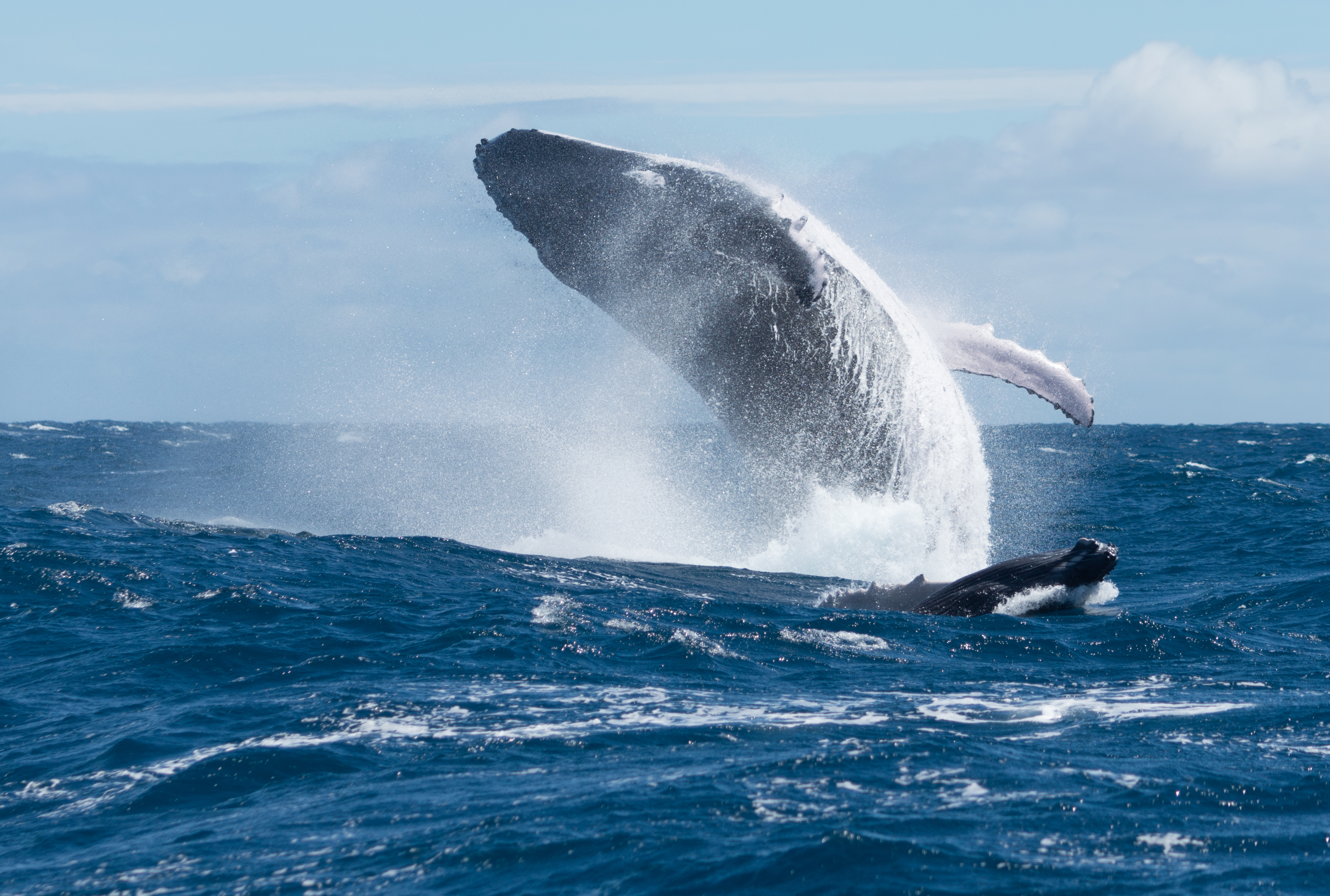
Горбатый кит Megaptera novaeangliae

        - Малый полосатик Balaenoptera acutorostrata LR/nt
        - Полосатик Идена Balaenoptera edeni DD
        - Синий кит Balaenoptera musculus EN
        - Финвал Balaenoptera physalus EN
        - Горбатый кит Megaptera novaeangliae
- Подотряд: Зубатые киты
  - Надсемейство: Platanistoidea
    - Семейство: Кашалотовые
      - Род: Кашалоты
        - Кашалот Physeter macrocephalus VU

    - Семейство: Карликовые кашалоты
      - Род: Карликовые кашалоты
        - Малый карликовый кашалот Kogia sima LR/lc

    - Семейство: Клюворыловые
      - Род: Бесклювые дельфины
        - Широкомордый дельфин Peponocephala electra LR/lc

    - Семейство: Дельфиновые
      - Род: Карликовые косатки
        - Карликовая косатка Feresa attenuata DD

      - Род: Крупнозубые дельфины
        - Крупнозубый дельфин Steno bredanensis DD

      - Род: Малайзийские дельфины
        - Малайзийский дельфин Lagenodelphis hosei DD

      - Род: Продельфины
        - Длиннорылый продельфин Stenella longirostris LR/cd

      - Род: Ремнезубы
        - Японский ремнезуб Mesoplodon ginkgodens DD